# Zornia lasiocarpa
Zornia lasiocarpa är en ärtväxtart som beskrevs av A.R.Molina. Zornia lasiocarpa ingår i släktet Zornia och familjen ärtväxter. Inga underarter finns listade i Catalogue of Life.